# Ca’ Bernardo (San Polo)

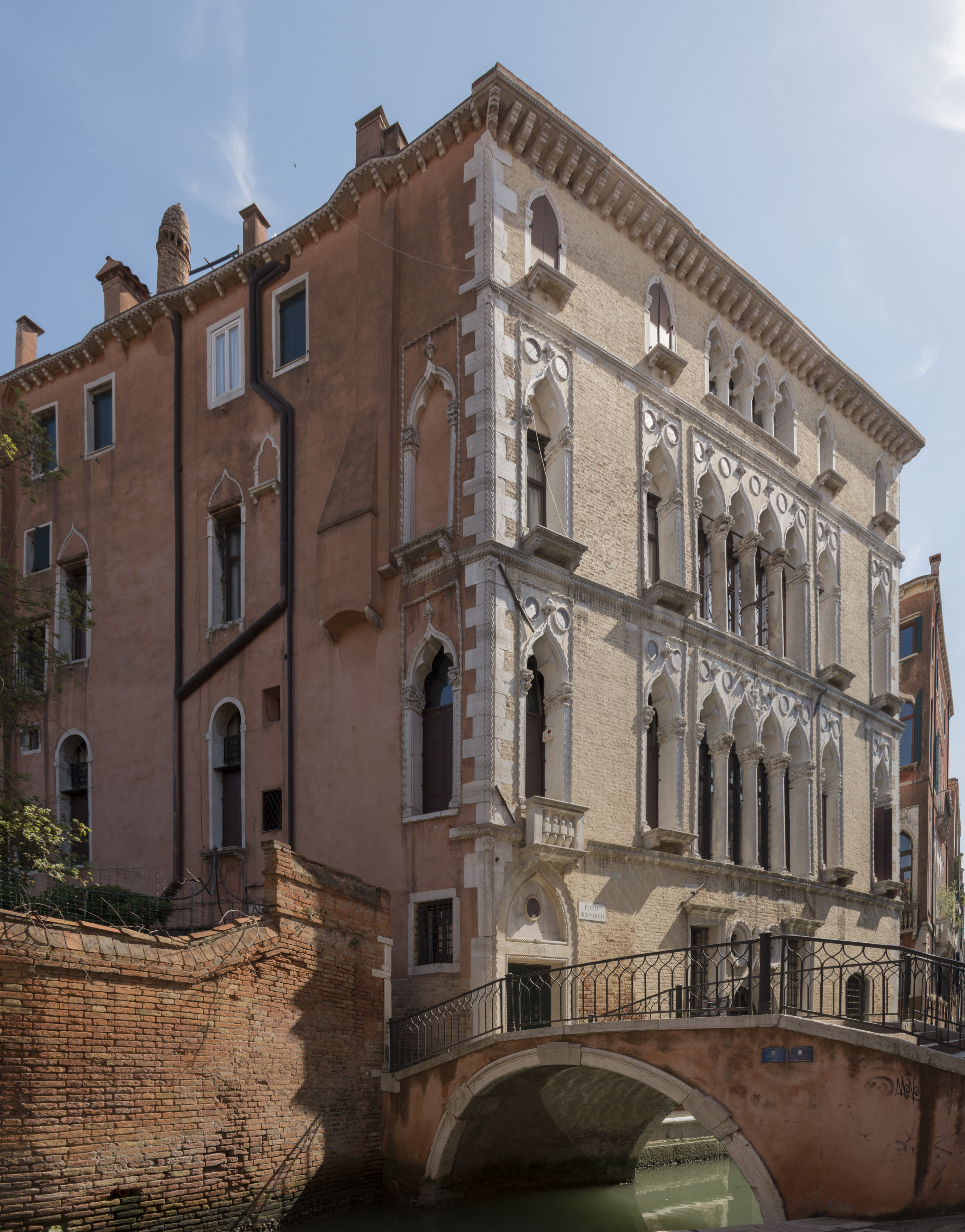
Ca‘ Bernardo

Ca’ Bernardo ist ein Palast in Venedig in der italienischen Provinz Venetien. Er liegt im Sestiere San Polo mit Blick auf den Riel Sant’Antonio und den Rio di San Polo in der Nähe des Campo San Polo.

## Geschichte
Der Palast wird auf das 15. Jahrhundert datiert und war der Adelssitz der Familie Bernardo. Eine Auffrischung der Innenräume erfolgte im 18. Jahrhundert. Auch heute noch ist das Ca’ Bernardo ein privates Wohnhaus. Von 1876 bis 1913 war im Erdgeschoss die Società Musiva Veneziana (Venezianische musische Gesellschaft) untergebracht.

## Beschreibung
Das Gebäude hat drei Vollgeschosse und ein Mezzaningeschoss unter dem Dach. Die Fassade gehört zu den repräsentativeren und eleganteren der venezianischen Gotik. Die beiden Hauptgeschoss haben Rundbogenvierfachfenster in der Mitte. Von besonderer Güte sind die wertvollen Kapitelle, die mit floralen Motiven gestaltet sind, sowie die anderen Verzierungen der Rahmen an den Vierfachfenstern.
Das Eingangsportal zum Kanal hin, in der Mitte, zeigt ein interessantes Arrangement am Bogen, der mit zwei Augen bekrönt ist. Im Inneren findet man im zweiten Hauptgeschoss noch Fresken aus dem 18. Jahrhundert.

Fotos von Paolo Monti, 1969
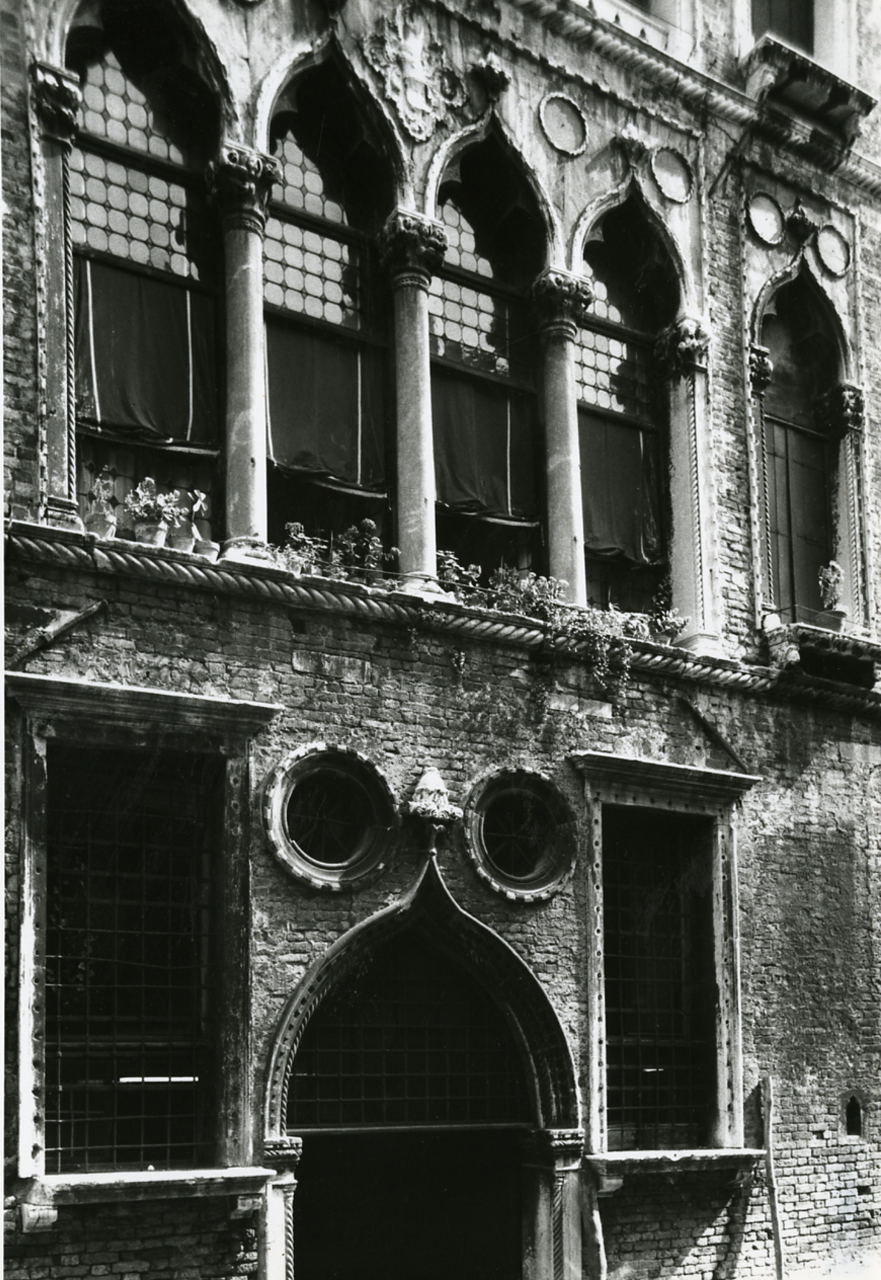
Vierfachfenster über dem Portal zum Kanal
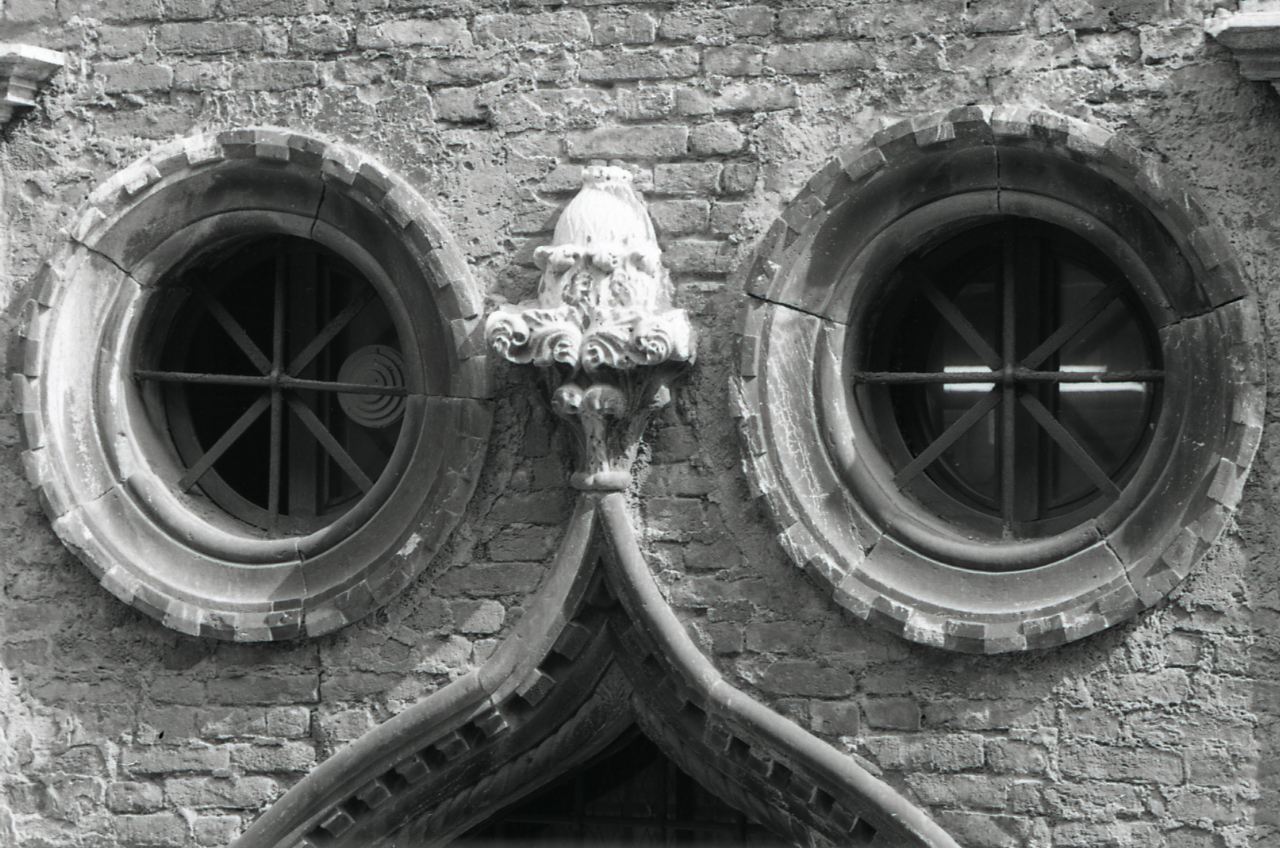
Augenpaar